# Duchon Ignác
Duchon Ignác, Ignaz Duchon (1760 körül – Georgenberg, 19. század) katolikus pap.

## Élete
Szepes-egyházmegyei pap volt. Bélán és Késmárkon tanult; innét Eperjesre, Egerbe és Kassára ment iskolába és 1786-tól a papnevelőintézet növendéke és 1790-től késmárki, 1806 és 1830 között altlublaui, majd georgenbergi plébános volt.

## Munkái
- Denkmal dem Hrn. Adam von Wiser geweihet im Jahr 1788. Pressburg.
- Tractatus de abolitione Juliani seu Veteris, adoptione autem ab utrique ritui graeco adhaerentibus correcti seu lege recepti calendarii, cum commentationibus in sacrum foedus, emolumentum in utriusque reipubl. pro scopo habens. Leutschoviae, 1826. correcti Calendaria.